# Pumas Tabasco
Soccer Pumas de Tabasco – meksykański klub piłkarski z siedzibą w mieście Villahermosa, stolicy stanu Tabasco. Funkcjonował w latach 2020–2023. Domowe mecze rozgrywał na obiekcie Estadio Olímpico de Villahermosa. Był klubem filialnym Pumas UNAM.

## Historia
Klub powstał w czerwcu 2020, bezpośrednio po gruntownej restrukturyzacji drugiej ligi meksykańskiej i ponownym dopuszczeniu do niej drużyn filialnych. Pierwszoligowy stołeczny klub Pumas UNAM w porozumieniu z władzami stanu Tabasco i lokalnymi inwestorami utworzyli filialny zespół o nazwie Pumas Tabasco, na którego czele stanął przedsiębiorca i działacz piłkarski Ramón Neme Sastré. W stanie Tabasco nie istniał w tamtym czasie żaden profesjonalny klub piłkarski. Nowa drużyna przystąpiła do rozgrywek drugiej ligi.
Zespół był bezpośrednim zapleczem Pumas UNAM, w którym głównie ogrywali się młodzi wychowankowie klubu. Piłkarze na co dzień trenowali w stołecznym mieście Meksyk, a do Tabasco przyjeżdżali wyłącznie rozgrywać mecze domowe na Estadio Olímpico de Villahermosa.
W maju 2023 władze drugiej ligi postanowiły rozszerzyć rozgrywki o drużyny U-23 klubów pierwszoligowych. Wobec tego w maju 2023 zarząd Pumas zadecydował o rozwiązaniu Pumas Tabasco.

## Trenerzy
- Carlos Humberto González (2020)[2]
- Alejandro Pérez (2021–2022)[8]
- Raúl Alpízar (2022)[9]
- Carlos Cariño (2022)[10]
- Israel Hernández (2023)[11]